# Peter Draisaitl
Peter Draisaitl (* 7. prosince 1965 v Karviné) je německý hokejový trenér a bývalý hokejový útočník českého původu. Momentálně je sportovním manažerem německého klubu Krefeld Pinguine. Hrát hokej začal jako dítě v Opavě v klubu HC Slezan Opava, ve třinácti letech ale s rodiči emigroval do Německa. Od ledna 2016 do září 2016 působil u klubu HC Dynamo Pardubice.

## Příbuzní
Jeho syn je německý hokejový útočník Leon Draisaitl v současnosti působící v Edmonton Oilers.

## Hráčská kariéra
Svoji hokejovou kariéru prožil celou v Německu – hlavně v klubech Adler Mannheim a Kölner Haie. V sezoně 1994/1995 se s Kölner Haie stal mistrem. Působil také v klubech Moskitos Essen a Revierlöwen Oberhausen, kde ukončil profesionální hráčskou kariéru.

## Reprezentační kariéra
Za německou hokejovou reprezentaci v letech 1988–1998 odehrál 146 zápasů. Startoval na sedmi mistrovstvích světa a na třech olympijských hrách.

## Trenérská kariéra
Po ukončení hráčské kariéry v roce 2001 se stal trenérem. Nejprve vedl Oberhausen a Fischtown Pinguins. Ve druhé nejvyšší německé lize trénoval Straubing, EV Regensburg. Poté koučoval EV Duisburg v 1. německé lize následně trénoval druholigový Ravensburg. V sezoně 2011/12 pak vedl v německé nejvyšší soutěži DEL tým Norimberku.

### HC Mountfield
V sezóně 2012/13 vedl český extraligový celek z Českých Budějovic HC Mountfield, který skončil po základní části na 8. místě a v předkole playoff vypadl s HC Vítkovice Steel 2:3 na zápasy.

### Mountfield HK
Na jihu Čech prodloužil smlouvu i pro ročník 2013/2014, jenže klub se v letních měsících po rozhodnutí vlastníků nakonec přestěhoval do Hradce Králové. Peter Draisaitl tak vedl jako hlavní kouč nyní nový klub sídlící v Hradci Králové.

### HC Dynamo Pardubice
V lednu 2016 převzal po Richardu Královi aktuálně 12. klub Extraligy ledního hokeje a stal se v sezóně 2015/2016 již třetím lodivodem HC Dynamo Pardubice. Dle dostupných informací mu byla nabídnutá víceletá smlouva. Dne 20. 9. 2016 byl Peter Draisaitl odvolán a nahradil ho Vladimír Martinec. K tomuto kroku vedlo to, že Dynamo po pěti kolech extraligy (2016/2017) nemělo ani bod a poslední zápas mezi Hradcem Králové a Pardubicemi skončil hořkou porážkou Pardubic 8:2.

### Krefeld Pinguine
V říjnu 2022 převzal německý klub Krefeld Pinguine hrající DEL2, poté se v prosinci 2022 stal také sportovním manažerem klubu. Od sezony 2023/2024 se věnuje pouze manažerské pozici.